# غاريتسفيل (أوهايو)
غاريتسفيل (بالإنجليزية: Garrettsville, Ohio)‏ هي بلدة تقع في الولايات المتحدة في مقاطعة بورتج، أوهايو. يقدر عدد سكانها بـ 2,325 نسمة ومساحتها 6.55 كم2 وترتفع عن سطح البحر 303 متر.

## التركيبة السكانية
قام مكتب تعداد الولايات المتحدة بتحديد بيانات التركيبة السكانية لغاريتسفيل في تعداد الولايات المتحدة. في ما يلي، التركيبة السكانية حسب تعدادي 2000 و2010.

### تعداد عام 2000
بلغ عدد سكان غاريتسفيل 2,262 نسمة بحسب تعداد عام 2000، وبلغ عدد الأسر 930 أسرة وعدد العائلات 619 عائلة مقيمة في القرية. في حين سجلت الكثافة السكانية 893.8 نسمة لكل ميل مربع (345.1/كم2). وبلغ عدد الوحدات السكنية 976 وحدة بمتوسط كثافة قدره 385.6 نسمة لكل ميل مربع (148.9/كم2).
وتوزع التركيب العرقي للقرية بنسبة 98.41% من البيض و 0.18% من الأمريكيين الأصليين و 0.13% من الأمريكيين ذوي الأصول الآسيوية و 0.27% من الأمريكيين الأفارقة و 1.02% من عرقين مختلطين أو أكثر.
بلغ عدد الأسر 930 أسرة كانت نسبة 33.2% منها لديها أطفال تحت سن الثامنة عشر تعيش معهم، وبلغت نسبة الأزواج القاطنين مع بعضهم البعض 54.4% من أصل المجموع الكلي للأسر، ونسبة 8.4% من الأسر كان لديها معيلات من الإناث دون وجود شريك، وكانت نسبة 33.4% من غير العائلات. تألفت نسبة 29.4% من أصل جميع الأسر من أفراد ونسبة 11.5% كانوا يعيش معهم شخص وحيد يبلغ من العمر 65 عاماً فما فوق. وبلغ متوسط حجم الأسرة المعيشية 3.04، أما متوسط حجم العائلات فبلغ 2.43.
بلغ العمر الوسطي للسكان 37 عاماً. وكانت نسبة 25.9% من القاطنين تحت سن الثامنة عشر، وكانت نسبة 8.4% بين الثامنة عشر والأربعة وعشرون عاماً، ونسبة 31.4% كانت واقعةً في الفئة العمرية ما بين الخامسة والعشرون حتى والأربعة وأربعون عاماً، ونسبة 21.7% كانت ما بين الخامسة والأربعون حتى الرابعة والستون، ونسبة 12.6% كانت ضمن فئة الخامسة والستون عاماً فما فوق. يوجد لكل 100 أنثى 91.7 ذكر، ويوجد لكل 100 أنثى في الثامنة عشر من عمرها فما فوق 90.6 ذكر.
بلغ متوسط دخل الأسرة في القرية 47,256 دولار، أما متوسط دخل العائلة فبلغ 54,297 دولار. وكان متوسط دخل الذكور 39,469 دولار مقابل 28,080 دولار للإناث. وسجل دخل الفرد الخاص بالقرية 20,198 دولار. وكانت نسبة 2.5% من العائلات ونسبة 4.4% من السكان تحت خط الفقر، وكان من هؤلاء نسبة 4.6% تحت سن الثامنة عشر ونسبة 2.4% في الخامسة والستين من العمر وما فوق.

### تعداد عام 2010
بلغ عدد سكان غاريتسفيل 2,325 نسمة بحسب تعداد عام 2010، وبلغ عدد الأسر 964 أسرة وعدد العائلات 629 عائلة مقيمة في القرية. في حين سجلت الكثافة السكانية 926.3 نسمة لكل ميل مربع (357.6/كم2). وبلغ عدد الوحدات السكنية 1,054 وحدة بمتوسط كثافة قدره 419.9 لكل ميل مربع (162.1/كم2).
وتوزع التركيب العرقي للقرية بنسبة 97.8% من البيض و 0.3% من الأمريكيين ذوي الأصول الآسيوية و 0.5% من الأمريكيين الأفارقة و 1.0% من عرقين مختلطين أو أكثر.
بلغ عدد الأسر 964 أسرة كانت نسبة 31.1% منها لديها أطفال تحت سن الثامنة عشر تعيش معهم، وبلغت نسبة الأزواج القاطنين مع بعضهم البعض 50.3% من أصل المجموع الكلي للأسر، ونسبة 11.1% من الأسر كان لديها معيلات من الإناث دون وجود شريك، بينما كانت نسبة 3.8% من الأسر لديها معيلون من الذكور دون وجود شريكة وكانت نسبة 34.8% من غير العائلات. تألفت نسبة 28.7% من أصل جميع الأسر من أفراد ونسبة 11.4% كانوا يعيش معهم شخص وحيد يبلغ من العمر 65 عاماً فما فوق. وبلغ متوسط حجم الأسرة المعيشية 2.96، أما متوسط حجم العائلات فبلغ 2.41.
بلغ العمر الوسطي للسكان 41 عاماً. وكانت نسبة 23.9% من القاطنين تحت سن الثامنة عشر، وكانت نسبة 7.7% بين الثامنة عشر والأربعة وعشرون عاماً، ونسبة 24% كانت واقعةً في الفئة العمرية ما بين الخامسة والعشرون حتى والأربعة وأربعون عاماً، ونسبة 30.5% كانت ما بين الخامسة والأربعون حتى الرابعة والستون، ونسبة 13.8% كانت ضمن فئة الخامسة والستون عاماً فما فوق. وتوزع التركيب الجنسي للسكان بنسبة 48.3% ذكور و51.7% إناث.